# フランク三浦
フランク三浦（フランクみうら）は、日本の大阪府大阪市にある株式会社ディンクスが製造販売する腕時計のオリジナルブランド（登録商標第5517482号）。フランク・ミュラーとの間で商標権をめぐって訴訟となったが、最終的に勝訴した。

## 歴史
製造元であるディンクスは元々時計製造や輸入販売を行うメーカーで、オリジナルの時計などを製造していた。ディンクスの下部良貴社長はPL学園でキャッチャーを務めた元球児。同期に元東京ヤクルトスワローズの宮本慎也などがいる。
同ブランドの始まりは、下部が仕事後に社員と格闘技をテーマに雑談中、時計業者から新商品を作らないかという話があり、冗談でレスラーのような筋骨隆々の時計技師を提案したところ、4、5人のうち1人に大受けしたことがきっかけ。最初の半年間の売上は芳しくなかったが、アダルトビデオ店などに並んだことで、AV女優の間では話題になっていた。
その後、とあるネットニュースで「クリスマスに絶対プレゼントしてはいけない時計No1」に選ばれたことをきっかけに耳目を集め、サイトのアクセスが万単位を記録。ドン・キホーテや博品館などからも商談が持ちかけられるようになった。銀座博品館では販売初月で150本の売り上げを記録している。
2012年5月、宮本慎也が2000本安打を達成した際、特注の「フランク三浦ヤクルト宮本2000安打記念時計モデル」をチームメイトにプレゼントしたことが報じられ、認知度の向上により、芸能界でも水沢アリーやミラクルひかるなど、多くの愛好者を生んだ。

### フランク・ミュラーとの訴訟
2012年8月、ディンクスは取引先の憂いをなくすため「フランク三浦」の商標を登録。しかし、それをきっかけに知的財産権をめぐってフランク・ミュラーが特許庁に商標の無効を請求、2015年9月には商標登録を無効とする審決が下された。
ディンクスは審決を不服として、商標無効の審決の取消しを求める訴訟を知的財産高等裁判所に提起した(事件番号:平成27(行ケ)10219)。2016年4月12日、知財高裁の鶴岡稔彦裁判長は、「三浦は漢字を含む手書き風の文字が使われており、明確に区別が出来る」「多くが100万円以上の腕時計と、4～6千円程度の時計とが混同されるとは到底考えられない」旨判示し、特許庁が無効2015-890035号事件について、平成27年9月8日にした審決を取り消した。フランク・ミュラーは最高裁に上告したが棄却され、ディンクスの勝訴が確定した。
ディンクスによると、高裁での裁判後は知名度が上がり、一時は在庫が無くなるほどの人気になったという。

## 概要
スイスの高級腕時計メーカーであるフランク・ミュラーのパロディブランド。西成出身で自称天才時計師のフランク三浦が作るという設定。完全非防水を謳い、2010年から販売が開始された。文字盤にある「フランク三浦」の「浦」の右上に「、」を欠き、裏蓋には「完全非防水」または「非防水」と刻印されているのが特徴。
コラボレーションモデルを積極的にリリースしており、前述の「ヤクルト宮本2000安打記念時計モデル」を皮切りにデイリースポーツや東京スポーツとのコラボモデル、テレンス・リーとの「傭兵モデル」や池内ひろ美が主催するNPO法人「Girl Power」とのコラボモデルなどが存在する。下部のPL学園時代の先輩である野村弘樹とのコラボバージョンも発売されている。

### ご当地モデル
47都道府県ごとにその土地のシンボルとなる人や物を文字盤に配した「ご当地三浦」を販売している。兵庫県モデルでは姫路城や宮本武蔵、鹿児島県モデルでは西郷隆盛や桜島が描かれ、埼玉県モデルでは県民に馴染み深い「池袋」の文字が1時の位置に描かれている。
これは2015年にクラウドファンディングサービスのMakuakeで企画したもので、3カ月で1100万円が集まったという。一番人気は広島県モデルであった。